# Rio di San Salvador
Il Rio di San Salvador si trova nel Sestiere di San Marco adiacente alla Chiesa di San Salvador.
Congiunge il Canal Grande con il Rio dei Bareteri, uno dei principali rii di San Marco.